# Diego Fiori
Diego Fulvio Fiori, einfach bekannt als Diego Fiori (* 20. Oktober 1975 in Rom), ist ein italienischer Videokünstler, Regisseur und Filmproduzent. Sein Kurzfilm „The Words Hear the Light“ wurde 2015 bei den Internationalen Filmfestspielen von Cannes außer Konkurrenz vorgestellt und bei den American Movie Awards  mit dem Bronze Award für Filmediting ausgezeichnet.

## Biografie
Diego Fiori studierte an der Accademia di Belle Arti di Roma und an der Accademia di Belle Arti di Brera bei Luciano Fabro. Außerdem belegte er Kurse bei Giorgio Agamben an der Universität Venedig. Fiori nahm die These von Luciano Fabro auf, dass Künstler die Erfahrungen ohne vorgefasste konzeptuelle Kategorien übermitteln. Durch diese Sichtweise näherte er sich dem Theater, dem Werk von Carmelo Bene und dem anthropologischen Paradigma von Ernesto de Martino. Diese Einflüsse, die er auf den Film übertrug und neu interpretierte, spiegeln sich auch in der theoretischen Einstellung, die er der dokumentarischen Regie gibt, wieder.  Besondere Bedeutung für Fiori hat die Poetik von Pedro Costa, Jean-Marie Straub, Danièle Huillet, Vittorio De Seta, Michael Glawogger und die Freundschaft mit dem italienischen Dokumentarfilmer Luigi Di Gianni. Seine Dissertation Il potere sui corpi, la potenza del corpo. L'arte come forma di resilienza wurde 2015 unter dem Titel Wissen Sie, das Volk fehlt? – Zum Konzept der Resilienz in der Zeitschrift Texte: Psychoanalyse. Ästhetik. Kulturkritik herausgegeben. Seit dieser Zeit arbeitet er mit der Zeitschrift zusammen.
Im Bereich der Videokunst debütierte er 2009 mit der Trilogy of Silence (Donate Silence, Birth and Death of Alter Ego e Last Classical Kiss). Diese Arbeit wurde mit dem Silbernen Preis beim Laznia Centre for Contemporary Art in Polen ausgezeichnet und anschließend bei zahlreichen Film- und Kunstfestivals aufgeführt.
Von 2007 bis 2010 war er Mitarbeiter der Sozialanthropologischen Fakultät der Universität Cassino.
Von 2010 bis 2012 war Fiori Assistent an der Accademia di Belle Arti in Frosinone im Fachgebiet Skulptur.
Fiori war an den Dreharbeiten des Dokumentarfilms „The Children of the Noon“ beteiligt, der 2016 beim St. Louis International Filmfestival in den USA vorgestellt wurde. Eine reduzierte Version des Dokumentarfilms wurde im Rahmen des Formats Doc3 im italienischen Fernsehsender Rai 3 am 31. August 2017 ausgestrahlt.
Seit 2017 ist er Mitglied der Associazione Italiana Scenografi Costumisti Arredatori.

## Filmographie (Auswahl)

### Kurzfilme
- Last Classical Kiss (Trilogy of Silence) (2009)
- Birth and Death of Alter Ego (Trilogy of Silence) (2009)
- Donate Silence (Trilogy of Silence) (2009)
- Rebus (2011)
- Ciao Vettor! (2013)
- 1+1 = una más (2014)
- The Words Hear the Light (2015)
- L'enigma del tempo (2017)

### Spielfilme
- Fiori di Strada – We Are Not the Crazy (2015) – Filmproduzent
- The Children of the Noon (2016) – Drehbuch und Regie

## Aufführungen von Filmen (Auswahl)
Seine Filme wurden international in Kunstgalerien, Museen und auf Filmfestivals gezeigt, darunter

- Museo Nacional Centro de Arte Reina Sofía, Madrid (2011)[9];
- IBAFF. Ibn Arabí Film Festivaln Murcia (2011)[10];
- Museo de Arte Latinoamericano de Buenos Aires, Buenos Aires (2012),[11];
- Armory Center for the Arts, Pasadena (2013),[12];
- El Paso Museum of Art, El Paso (2014)[13];
- MAXXI – Museo nazionale delle arti del XXI secolo, Roma (2015)[14][15];
- Berlin Short Film Festival, Berlin (2015)[16];
- Aesthetica Art Prize, York (2015)[17];
- Mykonos Biennale, Mykonos (2015)[18];
- Tehran University of Art, Teheran (2016)[19]
- Bauhaus-Universität Weimar, Weimar (2016)[20]
- New York International Independent Film and Video Festival, New York (2016)[21]
- Metro-Kino (Wien), Vienna (2016)[22]
- Festival de films documentaires Enfances dans le monde – Internationales Katholisches Kinderbüro, Paris, France (2017)[23]
- Barbican Centre, London (2017);[24]

## Preise und Anerkennungen (Auswahl)
- 2010: IN OUT Filmfestival: Silver Award als Bester Film für Trilogy of Silence
- 2014: Mumbai Shorts International Film Festival: Certificate of Excellence für Experimental für Rebus
- 2015: International Independent Film Awards: Silver Award al Experimental Short Film für 1+1 = una más;
- 2014: Accolade Global Film Competition[25]: Award of Excellence al Best Experimental Film per The Words Hear the Light:
- 2015: Best Shorts Competition[26]; Award of Excellence al Experimental Film für The Words Hear the Light
- 2015: The IndieFest Film Awards[27]; Award of Excellence als Best Experimental Film für The Words Hear the Light
- 2016: American Movie Awards: Marquee Award Best Editing für The Words Hear the Light
- 2016: WorldFest-Houston: Bronze Remi Award als Independent Experimental Awards: Dramatic für The Words Hear the Light
- 2016: Nevada International Film Festival[28]: Gold Reel Award Winner für Fiori di Strada – We Are Not the Crazy
- 2016: International Independent Film Awards: Gold Winner al Documentary Feature für Fiori di strada – We Are Not the Crazy
- 2016: Canada International Film Festival[29]: Royal Reel Prize al Documentary Feature Competition für Fiori di Strada – We Are Not the Crazy
- 2016: International Euro Film Festival[30]: Jury Prize al Best Social Denunciation Film für Fiori di strada – We Are Not the Crazy
- 2017: American Movie Awards[31]: Special Marquee Award für The Children of the Noon
- 2017: Hollywood International Independent Documentary Awards[32]: Award of Excellence für The Children of the Noon
- 2017: Hollywood International Moving Pictures Film Festival[33]; Documentary Feature für The Children of the Noon
- 2017: London Film Awards[34]: Best Documentary für The Children of the Noon
- 2017: Los Angeles Independent Film Festival Awards[35]: Best Producer Feature für The Children of the Noon